# 丹羽氏中
丹羽 氏中（にわ うじのり）は、江戸時代後期の大名。播磨国三草藩の第6代（最後）の藩主。氏次系丹羽家12代。

## 略歴
天保7年（1836年）2月18日、第5代藩主・丹羽氏賢の弟・丹羽氏謙の三男として生まれる。嘉永6年（1853年）3月25日、伯父・氏賢の養子となる。同年10月15日、将軍徳川家定に拝謁する。同年12月8日（1854年）、氏賢の隠居により家督を継いだ。同年12月16日、従五位下・長門守に叙任する。
文久3年（1863年）9月10日、大番頭に就任する。慶応3年3月1日、大番頭を解任される。慶応4年（1868年）2月26日、新政府に勤王誓書を提出、3月22日上洛し、恭順の姿勢を示す。戊辰戦争では新政府に軍資金を提供するなどして協力した。明治2年（1869年）6月23日の版籍奉還で知藩事となり、明治4年（1871年）7月14日の廃藩置県で免官される。明治17年（1884年）4月21日に死去した。享年49。墓所は東京都港区西麻布の長谷寺。

## 系譜
- 父：丹羽氏謙（1812-1855）
- 母：米
- 養父：丹羽氏賢（1812-1854）
- 兄：福之助（1832-1833）
- 兄：玉之丞（1833-1836）
- 妹：峯（1839-1862）- 森川俊迪の妻
- 弟：丹羽氏脩（1842-？）
- 正室：朔（1833-？）- 丹羽氏賢の娘
  - 長男
  - 二男
  - 三男：丹羽氏厚（1862-1920）
  - 長女：寿々（1862-？） - 丹羽肇の養女。皆川庸徳の妻 のち勝順三郎の妻
  - 四男：光丸（1863-？）
  - 六男：鏜三郎（1870-？）
  - 二女：駒（1871-？）
  - 七男：丹羽氏正（1872-？）
    - 七男妻：輝子

| 当主          | 当主                         | 当主          |
| ------------- | ---------------------------- | ------------- |
| 先代 丹羽氏賢 | 三草藩丹羽家 1854年 - 1884年 | 次代 丹羽氏厚 |